# Novo Universo
O Novo Universo foi uma linha editorial de banda desenhada da Marvel Comics, criada em 1986 pelo então editor-chefe Jim Shooter com Archie Goodwin, Eliot R. Brown, John Morelli, Mark Gruenwald, Tom DeFalco e Michael Higgins.

## História da publicação
Criada em 1986, por altura do 25º aniversário da Marvel, o então editor-chefe Jim Shooter lançou esta nova linha. Tratava-se de um universo completamente separado, com a sua própria continuidade e sem a existência de crossovers com personagens de outras linhas ou editoras. Pretendendo ser mais realista, não existiram seres mitológicos, deuses, magia, supertecnologia ou extra-terrestres.
A quantidade de super-seres e super-poderes seriam também limitados, não sendo os personagens tão sensacionalistas ou perfeitos. Tal era um contraste directo com o Universo Marvel tradicional, o qual não é mais do que um espelho do mundo real no qual o conhecimento público de super-heróis, super-vilões e das suas actividades tem pouco efeito no quotidiano do cidadão comum.
A limitação dos elementos de fantasia e as actividades dos seus personagens serem pouco expostas ao público, tornou-o mais real. No entanto, este Novo Universo permitiu também eventos catastróficos, antes da sua extinção, os quais dificilmente ocorreriam no universo tradicional, como a destruição de Pittsburgh em The Pitt e a guerra com a África do Sul em The Draft e The War.
O Novo Universo não foi o sucesso esperado pela Marvel. Os críticos queixavam-se que os conceitos dos personagens eram pouco inspirados e alguns eram derivados de outros já estabelecidos, sendo Estigma, a Marca da Estrela considerado quase uma cópia do Lanterna Verde. As vendas eram baixas e em 1989 o conceito foi abruptamente encerrado, tendo no entanto existido nos meses seguintes a publicação de The War, que tentava resolver algumas pendências.
Posteriormente, o Novo Universo tem tido algumas aparições fugazes. Peter David introduziu Justice como o Profeta da Rede no universo Marvel 2099 e Fabian Nicieza deu um pequeno papel a Estigma em Gambit. Mark Gruenwald trouxe o Novo Universo de volta num número na revista Quasar #31, em Fevereiro de 1992, o que originou a minissérie Starblast em 1994, um crossover onde se viram as personagens do Novo Universo pela última vez. Em 2006 a Marvel anunciou que o escritor Warren Ellis e o desenhista Salvador Larroca criariam um projeto baseado no Novo Universo, chamado de newuniversal.

## Títulos publicados
- Trovão (1986-1987)
- A Marca da Estrela (Estigma) (1986-1989)
- P.N.7(1986-1989)
- Justice (1986-1989)
- Torpedos (1986-1987)
- Merc, o Cão de Guerra (1986-1987)
- Máscara Nocturna (1986-1987)
- Força Psi (1986-1989)
- P.N.7  Anual (1987)
- Merc, o Cão de Guerra Anual (1987)
- Força Psi Anual (1987)
- A Marca da Estrela Anual (1987)
- The Pitt (1988)
- The Draft (1988)
- The War (1989-1990)

A maioria destes títulos foram publicados no Brasil pela Editora Abril. Algumas das histórias dos oito títulos principais foram publicados nas revistas Justice e Força Psi, exclusivas do Novo Universo, as quais duraram 12 números. Parte da restante saga de Estigma foi publicada na revista Superaventuras Marvel.